# Mezquita de Murat Reis
La Mezquita de Murat Reis (en griego: Τζαμί Μουράτ Ρέις, de en turco: Murat Reis Camii) es una mezquita histórica de la época otomana en la isla egea de Rodas, en Grecia. Nombrada en honor de Murat Reis el Viejo, un importante almirante de la Armada Otomana, la mezquita sigue en pie, necesita restauración y no está abierta al culto, como la mayoría de las mezquitas otomanas que se encuentran en Rodas. Destaca por su inusual minarete, un añadido posterior a la época otomana que sustituyó a la estructura original cuando la isla quedó bajo administración italiana tras la guerra italo-turca.

## Historia
Fue erigida alrededor de 1623 por Ebubekir Pachá en el emplazamiento de una iglesia anterior dedicada a San Antonio  en honor de Murat Reis, destacado almirante otomano de la época del sultán Solimán el Magnífico. Él mismo fue enterrado en el cementerio tras su muerte, y su tumba se convirtió en objeto de culto y reverencia para la población musulmana de la isla, así como para la gente que vivía al otro lado del mar, en la costa de Anatolia; visitaban la tumba en peregrinación, llevando lámparas y ofrendas. Era costumbre sacrificar animales cerca de la tumba y distribuir la carne entre los pobres.
El edificio fue restaurado en 1797-1798 por Mourabıt Hassan Bey, que también fue enterrado allí. Así se desprende de la inscripción que hay sobre la puerta, en la que se indica su benefactor y el año en que se renovó a partir de una ruina casi total.
El minarete original de la mezquita fue destruido en mayo de 1912 tras un bombardeo durante la guerra italo-turc]; posteriormente fue reconstruido por los italianos con la forma que se ve hoy en día, y restaurado de nuevo en 1993. De nuevo el complejo sufrió daños en 2013, cuando el mausoleo se derrumbó debido a las graves condiciones meteorológicas. A principios de 2024 se aprobaron nuevas obras de restauración de la mezquita, con un coste estimado de 400 000 euros.

## Arquitectura
La mezquita está situada en la curva de la carretera principal que lleva del puerto a la playa.
La sala de oración es de planta cuadrada y está adornada con una cúpula, mientras que la galería y la punta del alminar están enlucidas. Delante, en el lado noroeste, se alza un pórtico compuesto por tres arcos que sostienen el techo de madera, de acuerdo con el primer tipo de Bursa que se diseñó en muchas mezquitas turcas. La mezquita necesita una restauración urgente.
El mimbar de madera está situado a la derecha del mihrab, un nicho semicircular rodeado por dos columnas de piedra en el que no hay ningún texto escrito, aunque es posible que existiera y fuera objeto de vandalismo.
En el patio, un cementerio otomano rodea el edificio, en el que aún hoy pueden verse las tumbas de Murat Reis y otros dignatarios importantes. Tres oficiales de Solimán, que al parecer murieron durante la conquista de la isla en 1522, también están enterrados allí, lo que indica que la zona se utilizó como cementerio un siglo antes de que se erigiera la mezquita de Murat Reis.